# East Dean and Friston
East Dean and Friston är en civil parish i Storbritannien.   Den ligger i grevskapet East Sussex och riksdelen England, i den södra delen av landet, 90 km söder om huvudstaden London.